# Ryszard Zub
Ryszard Zub (* 24. März 1934 in Lwów, damals Polen; † 11. Januar 2015 in Padua, Italien) war ein polnischer Säbelfechter und -trainer.

## Erfolge
Ryszard Zub wurde 1959 in Budapest, 1961 in Turin, 1962 in Buenos Aires und 1963 in Danzig mit der Mannschaft Weltmeister. Darüber hinaus gewann er mit ihr 1957 in Paris Bronze. Dreimal nahm er an Olympischen Spielen teil: bei den Olympischen Spielen 1956 erreichte er in Melbourne mit der Mannschaft die Finalrunde, in der sie sich lediglich Ungarn geschlagen geben musste und den zweiten Platz belegte. Gemeinsam mit Marek Kuszewski, Andrzej Piątkowski, Jerzy Pawłowski, Wojciech Zabłocki und Zygmunt Pawlas gewann Zub damit die Silbermedaille. 1960 schied er in Rom im Einzel in der Viertelfinalrunde aus, während er mit der Mannschaft erneut ins Finale einzog. Dort erwies sich Ungarn zum zweiten Mal als die stärkere Mannschaft und gewann das Gefecht mit 9:7, sodass Zub mit Marek Kuszewski, Emil Ochyra, Jerzy Pawłowski, Andrzej Piątkowski und Wojciech Zabłocki eine weitere Silbermedaille erhielt. Vier Jahre darauf gewann er in Tokio mit Emil Ochyra, Jerzy Pawłowski, Andrzej Piątkowski und Wojciech Zabłocki die Bronzemedaille im Mannschaftswettbewerb. Im Halbfinale hatte die polnische Equipe gegen die Sowjetunion verloren, ehe sie das anschließende Gefecht um Rang drei gegen Frankreich gewann. Auf nationaler Ebene gewann Zub 1959 die polnischen Landesmeisterschaften im Einzel sowie von 1962 bis 1966 mit der Mannschaft.
Nach seiner aktiven Karriere war Zub als Fechttrainer tätig, zunächst in Polen, später in Padua in Italien. Zu seinen Schützlingen zählten unter anderem die Olympiasieger Michele Maffei, Mario Aldo Montano, Marco Marin und Gianfranco Dalla Barba.